# Ajam Boujarari Mohammed
Ajam Boujarari Mohammed (3 april 1961) is een Marokkaans voormalig voetbaltrainer.

## Carrière
In 1998 werd hij bij Japans voetbalelftal assistent-trainer, onder trainer Philippe Troussier. In 2003 werd Samir coach van Shonan Bellmare. Tussen 2009 en 2013 trainde hij Olympique Safi, AS Salé en IZ Khémisset. 